# Kanton Rochefort-Nord
Rochefort-Nord is een voormalig kanton van het Franse departement Charente-Maritime. Het kanton maakte deel uit van het arrondissement Rochefort. Het werd opgeheven bij decreet van 27 februari 2014, met uitwerking op 22 maart 2015.

## Gemeenten
Het kanton Rochefort-Nord omvatte de volgende gemeenten:
- Breuil-Magné
- Fouras
- Île-d'Aix
- Loire-les-Marais
- Rochefort (deels, hoofdplaats)
- Saint-Laurent-de-la-Prée
- Vergeroux
- Yves